# Bunny Gibson
Kathleen Elizabeth "Bunny" Gibson (Jersey City, 19 de enero de 1946) es una actriz y ex bailarina habitual del programa de televisión American Bandstand. Las revistas para adolescentes se refirieron a ella como "la novia de American Bandstand" y Dick Clark la llamó "símbolo nacional", recibiendo miles de cartas cada semana.

## Primeros años
Kathleen Elizabeth Gibson nació en 1946 en Jersey City, Nueva Jersey, y creció en Darby, Pensilvania, cerca de Filadelfia. Gibson comenzó a asistir a American Bandstand cuando tenía trece años y fue bailarina habitual en el programa desde 1959 hasta 1961.  Asistió a varias escuelas católicas en el área de Filadelfia y sus alrededores, y se graduó de Northeast High School.
También estudió actuación en Nueva York con Warren Robertson, Stella Adler y Herbert Berghof.

## Carrera

### American Bandstand
Conoció American Bandstand cuando tenía 13 años cuando Arlene Sullivan, habitual de Bandstand, y su pareja de baile, Kenny Rossi, aparecieron en un club de natación cerca de su casa, atrayendo a una multitud de adolescentes que gritaban. Cuando una amiga le dijo quiénes eran los bailarines, Gibson comenzó a mirar el espectáculo y practicó el jitterbug con la puerta de su refrigerador. Hizo su primera aparición en el programa a la edad de 13 años para poder conocer a su ídolo, el cantante de Filadelfia Bobby Rydell.
Gibson pronto se convirtió en bailarina habitual del programa y permaneció allí hasta 1961. Su pareja de baile habitual era Eddie Kelly pero también bailaba con Steve Colanero, Johnny Alamia y Jay Jacovini. Tenía muchos clubes de fans en todo el país y figuraba en los "concursos de popularidad" de revistas para adolescentes junto a estrellas como Elvis Presley, Frankie Avalon, Chubby Checker y Connie Francis. Gibson apareció regularmente en artículos de las revistas para adolescentes más populares de la época, como 16, Dig y Teen Screen. El presentador del quiosco, Dick Clark, anunció una vez al aire que Gibson había sido nombrada "Reina del Shasta" por los hombres de la Marina de los EE. UU. estacionados a bordo de ese barco.
Gibson se peinaba el cabello en un peinado para American Bandstand, y en 2016 fue invitada como invitada especial en la fiesta VIP de Filadelfia para ver Hairspray Live!, un espectáculo conocido por su gran melena.

### Actuación
Gibson fue una escultora galardonado e hizo comerciales en Nueva York, incluidos cinco anuncios nacionales para Minute Rice. También hizo comerciales para Charmin, Panasonic, Acme Markets y McDonald's.
Se mudó a Los Ángeles en 1983 para seguir su carrera como actriz. Como Kathleen Klein, finalmente consiguió un papel como Megan en General Hospital de ABC-TV. A principios de la década de 1990, apareció en dos episodios de la serie Showtime, Compromising Situations, y interpretó a una operadora de salón que fuma puros en la película Rollerblade Warriors. También apareció en la película No Ordinary Love (1997). El programa "Dancing is our drug of Choice" recibe una proclamación de la ciudad de Filadelfia declarando el día "El baile es nuestra droga preferida". El programa continúa hoy bajo su fundación "Devoted to Youth", donde Bunny actúa como vicepresidenta y ofrece "concursos de baile" en todo Los Ángeles para niños desfavorecidos.
En 2010, Gibson fue la bailarina principal en la escena de la línea de conga de El plan B protagonizada por Jennifer López. Otras películas recientes en las que ha tenido papeles incluyen Scout's Honor con Fred Willard, The Rainbow Tribe, I'm Going to Kill Leonard Riley, Creepshow 3, Karla, Betrothed, American Beach House, Shangri-La Suite y Allison's Choice.
Las apariciones de Gibson en televisión incluyen papeles en Glee, Dos hombres y medio, How I Met Your Mother, The Haunted Hathaways y The Protector. Inside America's Totally Unsolved Lifestyless y America's Most Wanted. También ha aparecido en muchos programas de noticias y entrevistas, incluidos Good Morning America, Extra, Geraldo Rivera, Suzanne Somers, Morton Downey Jr., Crook & Chase y Joe Franklin. Una chaqueta de piel de leopardo que Gibson popularizó en American Bandstand en 1959, fue usada en el episodio del 8 de enero de 2004 del programa de televisión American Dreams por la actriz Vanesa Lengles.
Gibson ha aparecido en varios especiales de aniversario de American Bandstand, se interpretó a sí misma en The Century Series del History Channel y fue la bailarina principal en el episodio número 100 de How I Met Your Mother (episodio titulado "Suits").
Gibson también ha aparecido en televisión en Casual como Mara, Life in Pieces como Nancy y Un Made como Eleanor. También en Sin rastro, CSI: Crime Scene Investigation, Jamie Kennedy Experiment, como una bailarina del Roxy Club en Saturday Night Live y fue parte del "Grupo MoHos Sketch Comedy" de Fred Willard.
Bunny apareció habitualmente en la serie de Jewish Life Television 2019  como una "bubbie" junto con las actrices Linda Rich y SJ Mendelson, y la presentadora Erin Davis. Como una de las tres abuelas judías en el programa de citas Bubbies Know Best, Bunny Gibson tuvo un encuentro extrañamente divertido en 2019 con Zach Galifianakis cuando apareció en el programa para promocionar su nueva película. Los bubbies le dieron la vuelta y empezaron a hablar de que él se casaría hipotéticamente con Bunny, estuviera o no circuncidado y el tamaño de su pene. Los Bubbies han sido invitados en Access Hollywood, TMZ y Steve Harvey.

## Vida personal
Bunny tuvo dos hijas, Ángel y María. Gibson tiene cuatro nietos.
Aunque Gibson había sido criada como católica, descubrió tarde en su vida a través de pruebas de ADN que era mitad judía asquenazí, después de lo cual se dedicó a aprender la religión, algo de idioma yiddish y abrazar la cultura.